# Беликов, Юрий Александрович
Ю́рий Алекса́ндрович Бе́ликов (15 июня 1958, Чусовой, Пермская область) — русский поэт и прозаик, эссеист, литературный критик, журналист. Лидер литературно-поэтических объединений «Времири», «Дети стронция», «Политбюро», «Монарх», «Дикороссы». Входит в Высший творческий совет Союза писателей XXI века; как член жюри Илья-Премии, известен своей поддержкой начинающих поэтов и писателей.

## Биография
Юрий Беликов родился 15 июня 1958 в г. Чусовой Пермской области в семье служащих.
Первые его стихи были напечатаны в 1974 году в заводской многотиражке «Металлург».

### 1970-е: Пермский университет
В 1975 году окончил среднюю школу № 1, поступил на филологический факультет Пермского университета. Тогда же, будучи 17-летним юношей, впервые встретился в Москве с поэтом Андреем Вознесенским (позже отношения переросли в дружбу). Во время учёбы в университете был студенческим редактором факультетской стенгазеты «Горьковец», где публиковал прозу и стихи социальной направленности не только филологов, но и представителей других факультетов, а также людей, не имеющих отношения к госуниверситету.
Основал поэтическую, «вокальную» (по принципу ВИА) группу «Времири», в которую, кроме Юрия Беликова (ударные), входили факультетские поэты Юрий Асланьян (соло-стихи), Александр Попов (бас-стихи) и Алексей Иванов-Ширинкин (ритм-стихи). Филологический факультет окончил в 1980 (в один год с Ю, Асланьяном ).

### 1980-е: «Дети стронция» и «Политбюро»

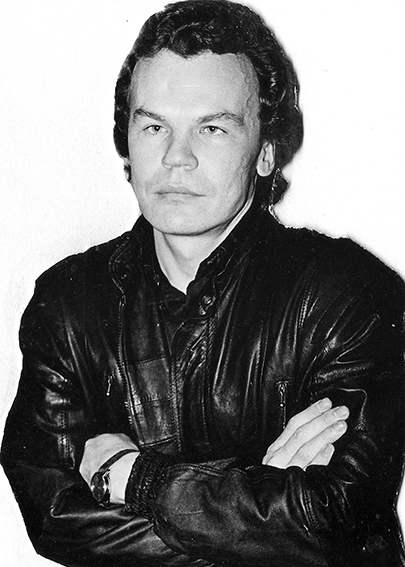
Юрий Беликов времён «Молодой гвардии»

Работал в газетах «Чусовской рабочий» (1980—1981, 1983—1986), «Молодая гвардия» (1981, 1987, 1988—1992), Пермском обкоме ВЛКСМ в качестве заведующего сектором культурно-массовой работы (1981—1982), в агитпоезде ЦК ВЛКСМ «Ленинский комсомол» — главным методистом по работе с художественными коллективами Нечернозёмной зоны РСФСР (1982—1983), в заводской многотиражке «Металлург» (1987—1988).
В 1985 году стал членом Союза журналистов СССР.
В качестве корреспондента пермской газеты «Молодая гвардия» принимает участие в экспедиции уфолога Эмиля Бачурина в аномальную зону близ села Молёбка Кишертского района Пермской области.

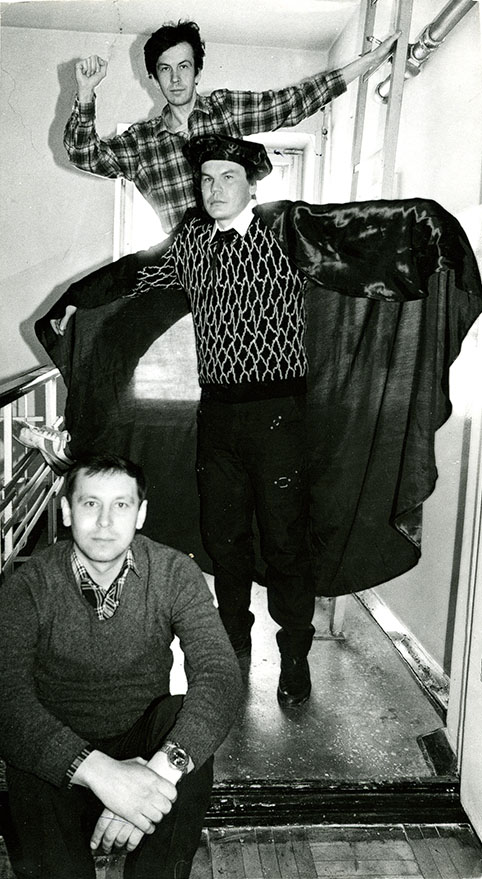
«Политбюро». В центре — Юрий Беликов в алтайской мантии «Махатмы российских поэтов», 1989.

Во многом усилиями Беликова в «Молодой гвардии» было создано литературное приложение «Дети стронция» (1989-1992), в котором публиковались яркие представители не только пермского андеграунда (Владислав Дрожащих, Юрий Асланьян, Нина Горланова, Владимир Сарапулов, Юрий Власенко, Марина Крашенинникова), но и екатеринбургского, барнаульского, московского.
Параллельно «Детям стронция» создал поэтическую группу «Политбюро», что расшифровывается как «Пермское объединение литературных бюрократов». В её состав вошли сам Беликов ("генсек), Владислав Дрожащих («министр по идеологии и сельскому хозяйству», Юрий Асланьян («министр внутренних дел») и Анатолий Субботин («кандидат в члены политбюро»).
В 1989-м году, в Бийске (Алтай), куда на Первый всесоюзный фестиваль поэтических искусств «Цветущий посох» приехали авторы отечественного литературного подполья, члены пермского «Политбюро» стали его лауреатами, а Юрий Беликов был удостоен Гран-при и титула «Махатма российских поэтов».
В 1986—1987, в дополнение к высшему филологическому, Ю. Беликов получил ещё одно образование, окончив отделение журналистики Высшей комсомольской школы (ВКШ) при ЦК ВЛКСМ.
В 1988-м и 1990-м увидели свет две первые книги Юрия Беликова: «Пульс птицы» — в издательстве «Современник» и «Прости, Леонардо!» — в пермском книжном издательстве. В следующие 17 лет не было опубликовано ни одной книги, что стало психологической проекцией разочарования поэта в последствиях августовских событий, в которых он принимал непосредственное участие, будучи защитником Белого дома.

### 1990-е — начало 2000-х: «Монарх» и «Дикороссы»

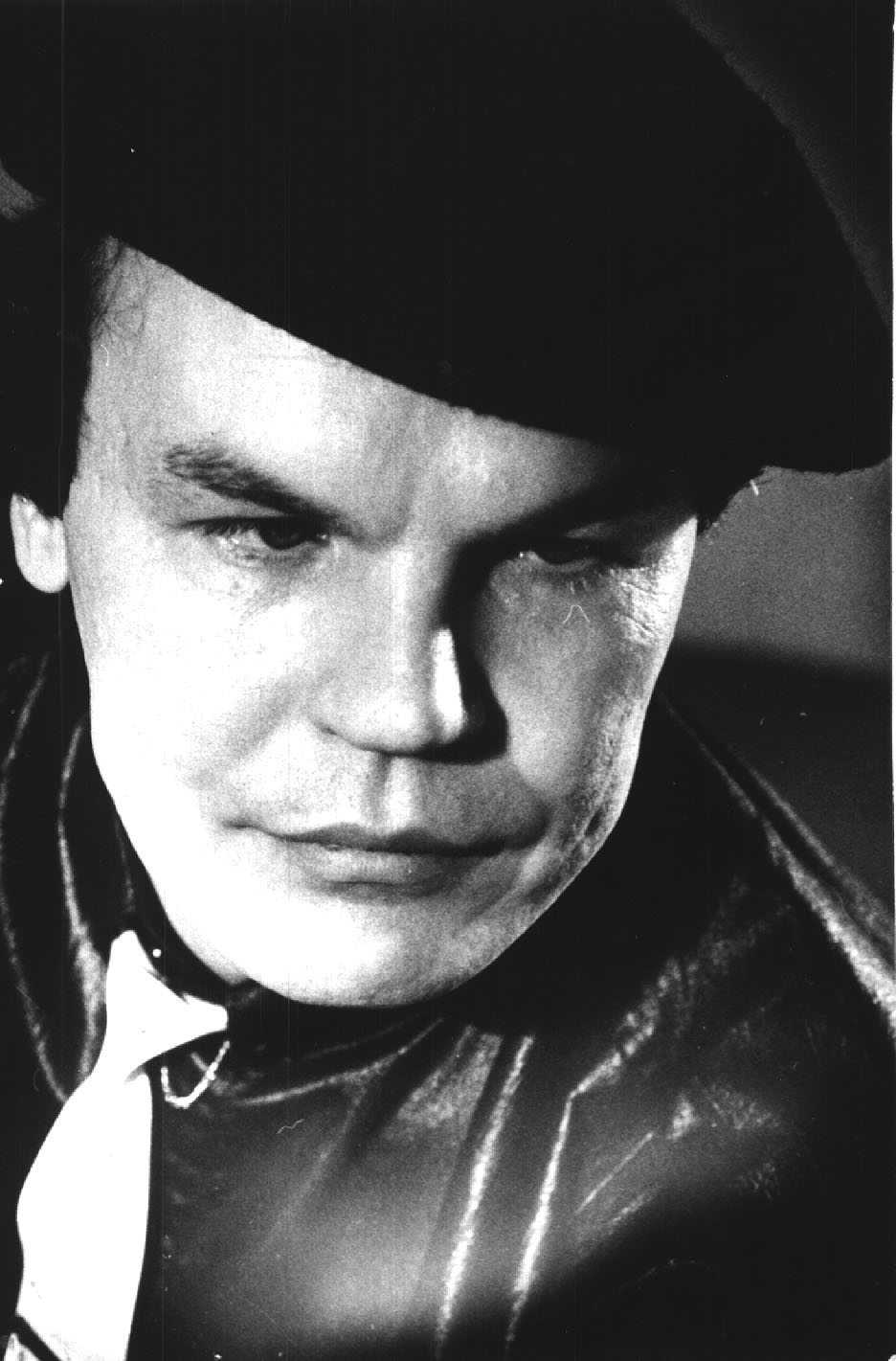
Юрий Беликов времён «Юности» (нач. 1990-х)

В начале 1990-х его стихи публикуют журналы «Юность», «Знамя», «Огонёк». В 1991-м принят в Союз российских писателей по устной рекомендации Андрея Вознесенского и трём письменным — критика Валентина Курбатова и поэтов Кирилла Ковальджи и Ольги Ермолаевой. В эти же годы Беликов на правах собкора по Уралу и Сибири входит в состав редколлегии журнала «Юность» (1992—1995), где создаёт рубрику «Русская провинция». Далее работал собкором газеты «Комсомольская правда» по Пермской области (1995—1998), «Трибуны» (с 1998), спецкором газеты «Труд». В «Трибуне» и «Труде» ведёт основанную им рубрику: «Приют неизвестных поэтов». В дальнейшем работает обозревателем газеты «Звезда».
В конце 1990-х создаёт новую — третью по счёту — литературную группу «Монарх», куда, кроме Беликова («Наследник») входят пермские поэты Валерий Абанькин («Окольничий»), Александр Кузьмин («Сокольничий»), Елена Медведева («Боярыня»), Дмитрий Банников («Стольник»), Анатолий Субботин («Спальник») и Василий Томилов ("Кравчий). Группа выступает на различных городских площадках, публикуется в столичной «Юности», пермском альманахе «Третья Пермь» и выпускает общий сборник «Монарх. Семь самозванцев» (Пермь, издательство «ПРИПИТ», 1999) с предисловием главного редактора журнала «Юность» Виктора Липатова.
Приостановив собственный выход к читателю, Юрий Беликов публикует других, будучи членом жюри молодёжной Илья-Премии (литературной премии памяти Ильи Тюрина) и составителем выходящих в этой серии книг её первых лауреатов. Развивая эту инициативу, Беликов становится «вождём дикороссов» — «поэтов края бытия». Произведения сорока авторов в географическом диапазоне от Норильска до Ставрополя вошли в составленную им книгу «Приют неизвестных поэтов (Дикороссы)», в 2002-м году вышедшую в столичном издательстве «Грааль». За этот проект Юрий Беликов был удостоен премии Союза журналистов России.
В 2002-м году Юрий Беликов был принят в члены Русского ПЕН-центра.

### После 2005: «конец собственного бескнижья»

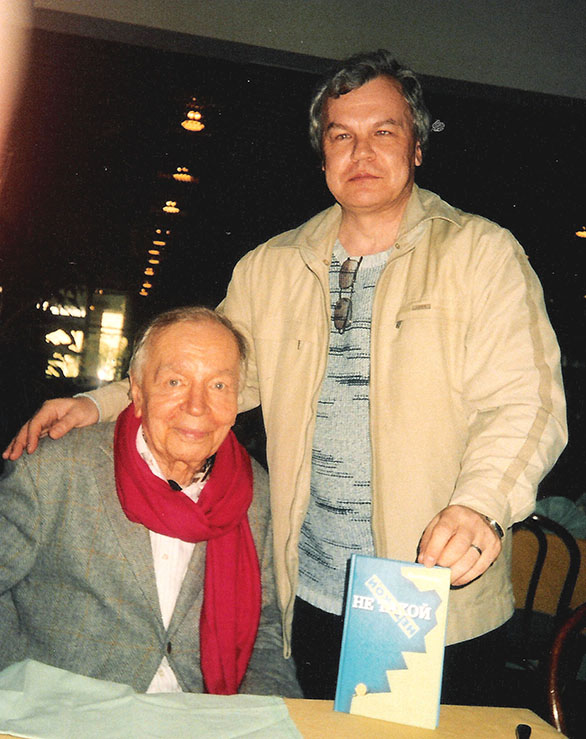
Два поэта: Андрей Вознесенский и Юрий Беликов. Кафе гостиницы «Рэдиссон-Славянская». На завтрак— первые экземпляры книги «Не такой. 2007 год.

Начиная с 2005 года, Юрий Беликов пробует себя в прозе: пишет повести „Изба-колесница“ и „Игрушки взрослого мужчины“. Первая — о встречах с 90-летней таёжной отшельницей на севере Пермского края и экспедиционном поиске (в котором Юрий сам принимал участие) „Колокола Дома Романовых“, затонувшего там же в 1913 году. Вторая — своеобразная коллекция беликовских муз. „Изба-колесница“ увидела свет в 1-2 номере 2007 года в литературно-художественном журнале „День и ночь“. В 11-12 номере этого же издания опубликована вторая повесть. Повести были хорошо приняты критикой.
В 2005-м году в Великих Луках Беликов награждён Орденом-знаком Велимира „Крест поэта“ (награда, учрежденная в честь 120-летия со дня рождения Велимира Хлебникова) за „утверждение идеалов великой русской литературы“.
По выражению поэта, это стало концом „периода собственного бескнижья“.
В 2007 году в московском издательстве „Вест-Консалтинг“ выходит третья книга Ю. Беликова „Не такой“, привлекшая внимание читателей и профессионального сообщества. Книга была отмечена литературной премией имени П. П. Бажова и удостоилась высокой оценки Андрея Вознесенского:

Талант Юрия Беликова — это талант шамана, заклинателя и пророка. Ударяя в бубен стиха, он вызывает звуками духов земли и неба, и слово его наливается сполохами северного сияния, исторгая из глубины своей дар предвидения. Он пишет стихи-предсказания, которые сбываются по прошествии времени. Однажды Юра пришёл ко мне на Котельническую набережную 17-летним мальчиком, и я запомнил его таким — юным бунтарём в красной рубашке. Сегодня с нами говорит „Не такой“ — ранний мудрец, много повидавший и переживший. Недаром когда-то на Алтае поэты нарекли его „Махатмой“.

C 2009 года Юрий Беликов — собкор „Литературной газеты“, на страницах которой продолжил рубрику „Дикороссы“.
В 2013-м году (в год 55-летия поэта) увидела свет его четвёртая книга стихотворений „Я скоро из облака выйду“, названная по строчке стихотворения, о котором говорит Евгений Евтушенко. Она отмечена двумя престижными наградами — премией имени Алексея Решетова в Перми и всероссийской общенациональной премией „За верность Слову и Отечеству“ имени Антона Дельвига, учреждённой редакцией „Литературной газеты“. И „Не такой“, и „Я скоро из облака выйду“ были хорошо приняты критикой (см., напр.).
Его стихи публикуются в отечественных антологиях „Самиздат века“, „Современная литература народов России“, „Лёд и пламень“, „Молитвы русских поэтов“, „Слово о матери“, „Жанры и строфы современной русской поэзии“, „Гениальные стихи“, „45: параллельная реальность“, в „Антологии русского лиризма. XX век“. В 2007 году Ю. Беликов стал членом редколлегии журналов „День и ночь“ и „Дети Ра“.
Стихи и эссе Юрия Беликова публикуют самые разные журналы: „Киевская Русь“ (Украина), „Наш современник“, „Зарубежные записки“ (Германия), „Иерусалимский журнал“ (Израиль), журнал „ПОэтов“ Константина Кедрова , „Академия поэзии“ Валентина Устинова  и др.
Участник V-го и VI-го Международных конгрессов „Русская словесность в мировом культурном контексте“ (2014, 2015), а также IV-го Санкт-Петербургского Международного культурного форума (2015).
В 2015 году попал в список „Сто поэтов Русского Безрубежья“ по версии журнала „День и ночь“.
В настоящее время живёт в Перми.

## Восприятие творчества
К творчеству Ю. Беликова в разное время обращались самые полярные критики — «от Владимира Бондаренко из „Дня литературы“ до Евгения Минина из „Литературного Иерусалима“, от новосибирского „евразийца“ Владимира Яранцева до шведа „туркменского разлива“ Ак Вельсапара. Генрих Сапгир называл Юрия Беликова „лёгкой бабочкой“ и „поэтом весомым“. Георгий Гачев сравнивал „со взрывом и прорывом Духа через вязкость энтропии“. Ольга Ермолаева — с „голосом чистой, сильной и красивой провинции“».
Живущий в Иерусалиме поэт и критик Евгений Минин так характеризует главный вектор беликовского творчества:

…тоска по народу времён Пугачёва и Стеньки Разина, который когда-то поднимался против олигархов тех далёких столетий, пуская красных петухов в их дворцах-теремах, по-теперешнему — коттеджах-виллах. Я бы сказал, это затекстовый мотив многих стихов Юрия. И не письмом ли из прошлого становится крышка от малахитовой шкатулки из «Монолога уральского камнереза»? И не оборачивается ли подобием малахитовой крышки сама книга Беликова, отсылаемая в даль потомкам? Это не просто стихи. Это — шифр микроживописи, который — опять-таки — кому как ПРОЧИТАЕТСЯ…

На страницах журнала «Урал» омская поэтесса и критик Вероника Шелленберг даёт такую характеристику творчеству поэта:

Из чего же «лепится» интонация Беликова? Здесь и лёгкая ирония, просто вальсирование словом (но отнюдь не заигрывание!), и органичное соединение разных языковых пластов — от высоких, «скрижальных», до площадных. И всё это пульсирует, живёт, движется, дышит настолько, что в одно и то же стихотворение нельзя войти дважды — где-то сверкнёт неожиданный ракурс образа, как в кусочке перламутра на свету. Мальчишеское озорство, как в «Танце с тётками», и ошеломляющая пронзительность «За оградой» (памяти Виктора Астафьева)… Но в том и примечательность интонации Юрия Беликова, что сквозь иронию — о глубинном, а о глубинном — не без житейской мелочи. В мире его книги живут реальные люди, — там их дыхание, кашель и смех, топот сапог. Люди со всеми их высокими и сиюминутными порывами, ударами весла и топора. Там текут реки и голоса, летят птицы и шляпа Басё, там «дан проклятый дар, как дырка в атмосфере», там Пермь, Каир, Флоренция, Москва соседствуют с медвежьими углами…

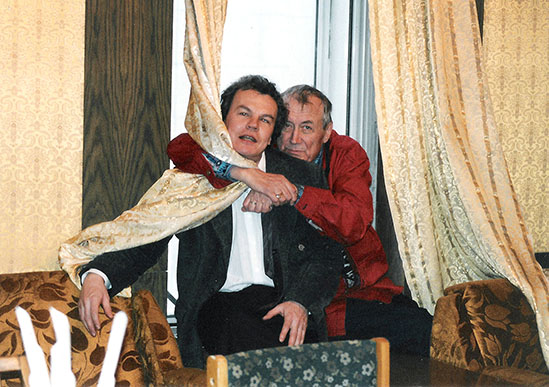
«Удушающая дружба»: Евгений Евтушенко и Юрий Беликов в пермском драмтеатре. Вторая половина 1990-х.

Евгений Евтушенко, включивший стихи Беликова в антологию «Поэт в России — больше, чем поэт (Десять веков русской поэзии)», пишет в «Новых известиях»:

Редкий поэт входил в поэзию с такой, я бы сказал, корневой определённостью, как Юрий Беликов, будучи истовым почвенником и в то же время авангардистом, выросшим на впитанном с детства фольклоре… А как чудодейственно Беликов сохранил в памяти некогда мальчишеских, но до сих пор не устающих ног неповторимое ощущение щекочущих их пескарей, особенно когда заходишь с быстрины в неожиданно ласковую заводь… Но чувство родного края в отличие от многих почвенников не замыкается у Беликова на одной России, а могуче и естественно сливается с чувством такой же родственной связи с бескрайними просторами Земли и неба, с космосом, общим для всего человечества..

Московский поэт и критик Александр Карпенко в «Литературных известиях» отмечает:

У поэзии Беликова — очень низкий антирейтинг. — Что это значит? Только то, что его стиль не чужд представителем разных направлений. О нём могли бы положительно написать и Бродский, и Кедров, и Проханов… А вы знаете, что делает выдумщика Беликова большим русским поэтом? Умение не только фантазировать, но и брать без фальцета очень высокие ноты… когда поэт, композиционными и стилистическими талантами которого мы восхищаемся, умеет ещё и «вышибить» слезу из доверчивого читателя, это уже, вне всякого сомнения, великий русский поэт.

Поэт-шестидесятник и критик Пётр Вегин в предисловии к публикации ранних стихов Ю. Беликова в журнале «Дон» отмечает:

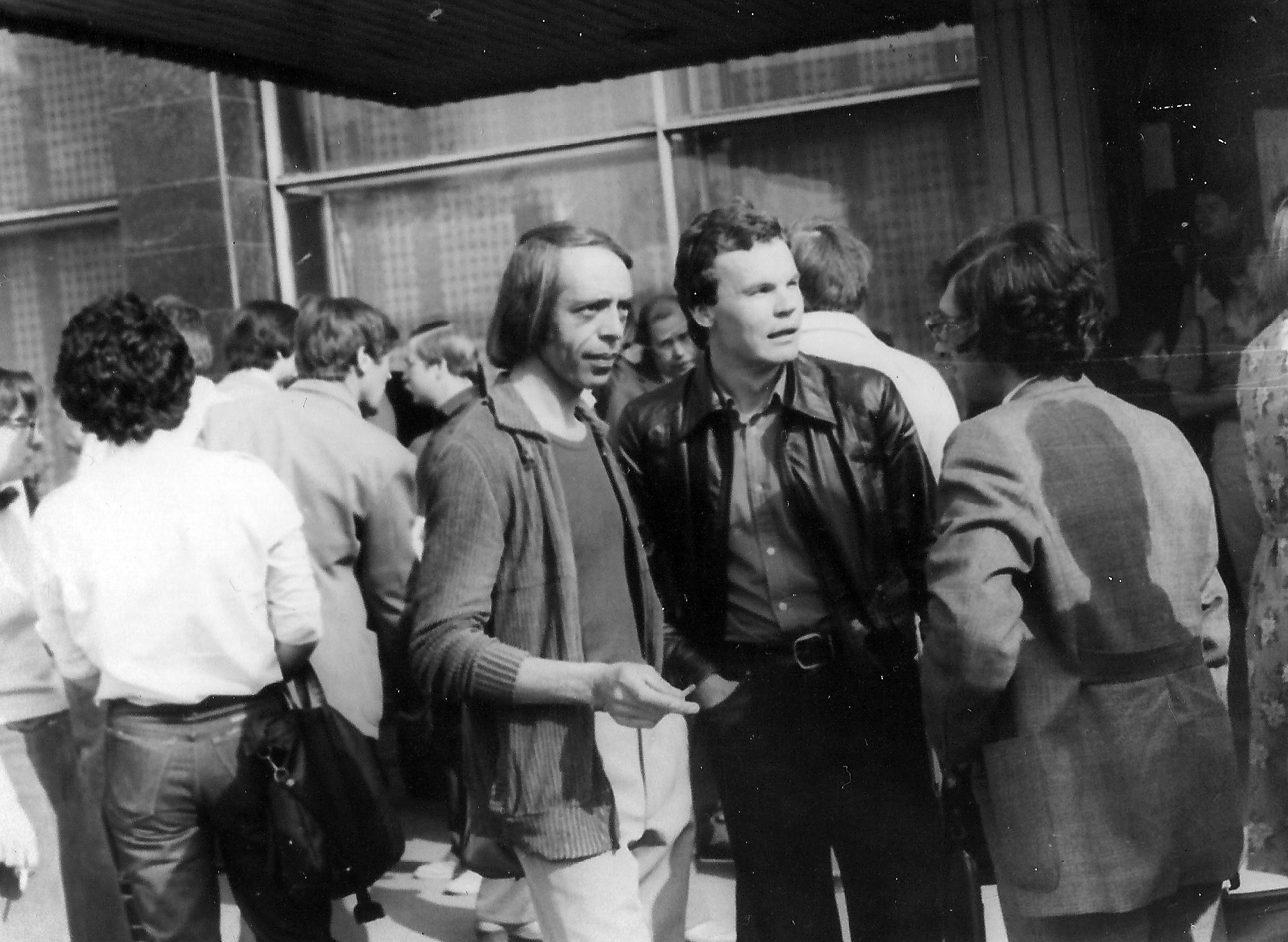
Пётр Вегин и Юрий Беликов. В кулуарах VIII-го Всесоюзного совещания молодых писателей, 1984.

Есть поэты, которые набирают обороты постепенно и только с годами дают сильный свет. Юрий Беликов относится к другой, менее распространённой категории поэтов, в нём от природы сильный свет, от рождения. Порою он ярче, чем нужно, и светит даже в яркие дни. Но ведь его не выключишь — свет молодости, свет искусства. Ещё должно пройти время, появится опыт, чтобы свет его высвечивал только необходимое, самое главное. Помочь этому может не только время, но и публикации, которых Беликов давно заслуживает. Каждое печатное выступление поэта — это уточнение координат, возможность правильней использовать свою светоносность.
Он ярок и щедр — на слова, на краски. Повороты в его стихах круты, как и в жизни. Это хорошо, это свидетельствует о сопричастности к миру. Стихами Беликова движут Любовь и жажда Справедливости — в масштабе Человечества, никак не меньше. Так и должно быть с настоящим поэтом, потому что Человечество — это его родная семья, она его воспитала, научила лучшему, что имеет, открыла в нём самом свет. И только на этом основании Человечество вправе ждать от поэта, что он высветит нечто новое, необходимое всем для того, чтобы яснее разглядеть новый крутой поворот жизни.

## Награды и звания
- Областная премия им. А. Гайдара.
- Гран-при на 1-м Всесоюзном фестивале поэтических искусств «Цветущий посох» и звание «Махатма российских поэтов» (Бийск, 1989).
- Премия журнала «Юность» имени Бориса Полевого за серию очерков и эссе (1991).
- Премия Союза журналистов России (2001).
- Орден-знак Велимира «Крест поэта» (2005).
- Приз «Чусовская подкова» (2005).
- Премия имени П. П. Бажова (2007).
- Премия имени Алексея Решетова (2013).
- Орден Фёдора Достоевского 1 степени (2013).
- Всероссийская общенациональная премия имени Антона Дельвига «За верность Слову и Отечеству» (2013).
- Член списка «Ста поэтов Русского Безрубежья» по версии журнала «День и ночь»[12].
- Звание «Поэт-подвижник Русского Безрубежья» (2015)